# ガズデン (アラバマ州)
ガズデン（Gadsden）は、アメリカ合衆国アラバマ州北東部に位置する都市。エトワ郡の郡庁所在地である。人口は3万3945人（2020年）。ガズデン都市圏は郡全域に及んでいる。バーミングハムの北東100kmに位置する。

## 歴史
今日のガズデンの起源は、ネイティブ・アメリカンと白人入植者ジョン・ライリーらが1825年頃、合同で創設したダブルスプリングスという村であった。1845年、ジェームズ・ラファティがシンシナティで建造された蒸気船クーサ号でこの地に降り立つと、ダブルスプリングスの住民はこの船長の名を冠して、ラファティズ・ランディングに改名することを申し出たが、ラファティはその申し出を断った。村はその後ジェームズ・ガズデンの名を取ってガズデンに改名された。

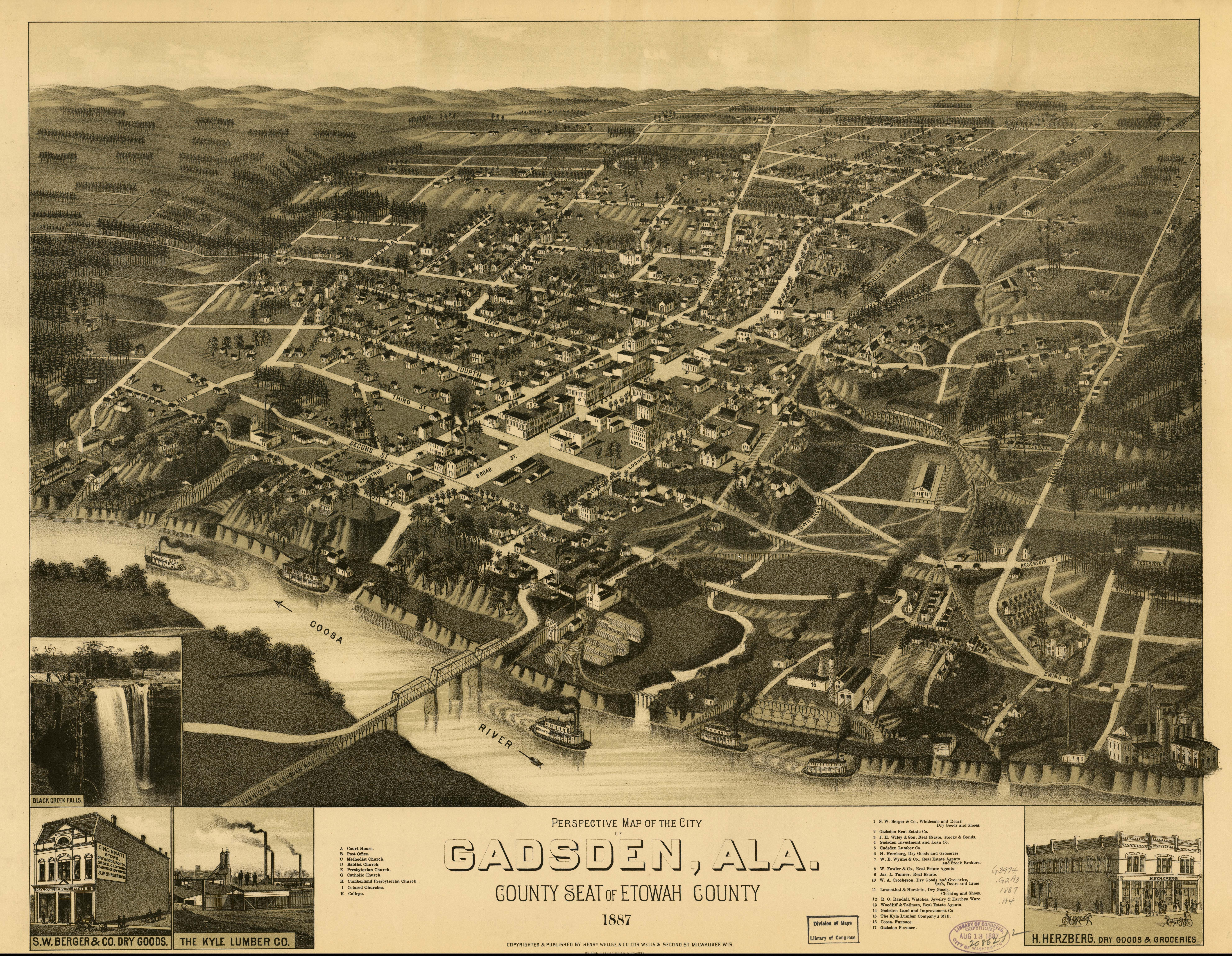
ガズデンの鳥瞰図（1887年）

19世紀後半に入ると、ガズデンは河港の街として発展し始めた。1867年にはディカーブ郡から分割されたベインズ郡の、そしてその後を引き継いだエトワ郡の郡庁がガズデンに置かれた。20世紀初頭にはリパブリック・スチールやガルフ・ステーツ・スチール、グッドイヤー・タイヤ・アンド・ラバーの工場が次々とガズデンに置かれ、ガズデンは工業都市として栄えた。第二次世界大戦中には、ガズデンには軍需工場が置かれ、1,600万発以上の砲弾を生産した。しかし1970年代から1980年代に入ると、ガズデンの地域経済を支えていた重工業は次々と街を去り、ガズデンは寂れていった。

## 地理

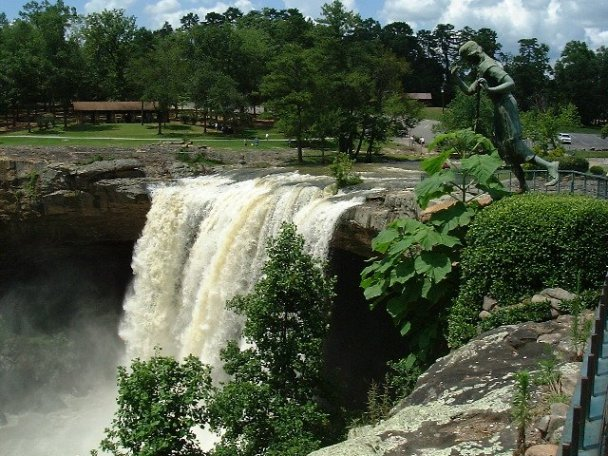
市北部のノッカルラ滝

ガズデンは北緯34度0分36秒 西経86度0分37秒 / 北緯34.01000度 西経86.01028度、アパラチア山脈南麓のカンバーランド台地上に位置し、市街地はアラバマ川の支流であるクーサ川の北西岸に広がっている。バーミングハムからは北東へ約100km、チャタヌーガからは南西へ約140km、アトランタからは西北西へ約160kmである。市域面積は93.2km2、市中心部の標高は165mである。
気候は四季がはっきりしており、暑い夏と肌寒い冬、概ね過ごしやすい春・秋に特徴付けられる。最も暑い7月の平均気温は26.5℃、最高気温の平均は32℃で、日中は30℃を超える日が多い。最も寒い1月の平均気温は5℃、最低気温の平均は氷点下0.8℃で、月の半分は最低気温が氷点下に下がる。降水量は冬から春先にかけてやや多いもののほぼ一定で、月間80-150mm、年間約1,370mmである。ケッペンの気候区分では、ガズデンはアメリカ合衆国東海岸や南部に広く分布している温暖湿潤気候（Cfa）に属する。
|               | 1月   | 2月   | 3月   | 4月   | 5月   | 6月   | 7月   | 8月  | 9月  | 10月 | 11月  | 12月  | 年      |
| ------------- | ----- | ----- | ----- | ----- | ----- | ----- | ----- | ---- | ---- | ---- | ----- | ----- | ------- |
| 平均気温（℃） | 4.9   | 7.1   | 11.6  | 16.5  | 20.8  | 24.6  | 26.5  | 26.2 | 22.9 | 16.7 | 11.1  | 6.7   | 16.3    |
| 降水量（mm）  | 132.1 | 121.9 | 147.3 | 129.5 | 116.8 | 104.1 | 121.9 | 91.4 | 94.0 | 81.3 | 114.3 | 119.4 | 1,374.0 |

## 交通
ガズデンに最も近い商業空港は、市中心部から南東へ約95km、バーミングハムの東に立地するバーミングハム＝シャトルズワース国際空港（IATA: BHM）である。ガズデンにも市中心部の南西約7kmにノースイーストアラバマ地域空港があるが、こちらはゼネラル・アビエーションと呼ばれる、専ら自家用機やチャーター機の発着に用いられる規模の小さい空港で、定期旅客便は就航していない。
ガズデンの西には州間高速道路I-59が南西-北東に通っており、バーミングハムやチャタヌーガと結ばれている。I-59の支線であるI-759はガズデン市街地とI-59本線とを結ぶもので、市南部をバイパスして、クーサ川対岸のイーストガズデンへと通じている。市内の街路は中心部でこそ比較的整然と区画されているが、周辺では平地が少なく起伏に富んでいる地形や、クーサ川の蛇行のため入り組んでいる。

## 人口動態
以下にガズデン市における1880年から2010年までの人口推移をグラフおよび表で示す。
| 統計年 | 人口     |
| ------ | -------- |
| 1880年 | 1,697人  |
| 1890年 | 2,901人  |
| 1900年 | 4,282人  |
| 1910年 | 10,557人 |
| 1920年 | 14,737人 |
| 1930年 | 24,042人 |
| 1940年 | 36,975人 |
| 1950年 | 55,725人 |
| 1960年 | 54,440人 |
| 1970年 | 53,928人 |
| 1980年 | 47,565人 |
| 1990年 | 42,523人 |
| 2000年 | 38,978人 |
| 2010年 | 36,856人 |

## 註
1. ↑  “Quickfacts.census.gov”. 2023年12月4日閲覧。
2. ↑  American FactFinder. U.S. Census Bureau. 2011年2月4日.
3. 1 2 3  Wilson, Claire M. Gadsden. Encyclopedia of Alabama. 2009年12月1日.
4. ↑  Queens of the Coosa. Etowah Historical Society.
5. 1 2  Historical Weather for Gadsden, Alabama, United States of America. Weatherbase.com.
6. ↑  Northeast Alabama Regional. (Form 5010) Airport Master Record. Federal Aviation Administration. 2013年3月7日.